# Centralny Zarząd Miejski Handlu Mięsem
Centralny Zarząd Miejski Handlu Mięsem – jednostka organizacyjna Ministra Handlu Wewnętrznego istniejąca w latach 1952–1972, powołana w sprawie organizacyjnego uporządkowania handlu mięsem i wyrobami mięsnymi na terenie m.st. Warszawy oraz w sprawie tworzenia terenowych przedsiębiorstw państwowych pod nazwą „Miejski Handel Mięsem”.

## Powołanie Centralnego Zarządu
Na podstawie uchwały Prezydium Rządu z 1952 r. w sprawie utworzenia w Ministerstwie Handlu Wewnętrznego Centralnego Zarządu Miejskiego Handlu Mięsem ustanowiono Centralny Zarząd. Powołanie Centralnego pozostawało w związku z uchwałą Prezydium Rządu z 1951 r. oraz uchwałą Prezydium Rządu z 1952 r.
Nadzór nad Centralnym Zarządem sprawował Minister Handlu Wewnętrznego.

## Przedmiot działania Centralnego Zarządu
Przedmiotem działania Centralnego Zarządu był nadzór i koordynacja działalności terenowych przedsiębiorstw Miejskiego Handlu Mięsem, prowadzących detaliczny handel mięsem i wyrobami mięsnymi oraz rybami.
W szczególności do zadań Centralnego Zarządu należało:
- opracowywanie zbiorczych planów działalności przedsiębiorstw oraz nadzór nad ich wykonaniem,
- opracowywanie zasad organizacji i techniki obrotu towarowego,
- ustalanie zasad współpracy z aparatem przetwórstwa i handlu hurtowego w branży mięsnej i rybnej,
- nadzór nad przetwórstwem pomocniczym, prowadzonym przez przedsiębiorstwa Miejskiego Handlu Mięsem,
- dbanie o stały postęp w zakresie techniki handlu, obsługi konsumenta i o racjonalizację,
- analiza działalności przedsiębiorstw i opracowywanie wniosków dla Ministra Handlu Wewnętrznego i prezydiów rad narodowych,
- prowadzenie analizy rynku w zakresie asortymentu i jakości towarów,
- zawieranie umów planowych oraz porozumień z instytucjami i urzędami centralnymi w skali ogólnokrajowej,
- nadzór i koordynacja gospodarki finansowej przedsiębiorstw,
- regulowanie zagadnień zatrudnienia, płac, norm oraz akcji socjalnej,
- instruktaż w zakresie zagadnień inwestycyjnych,
- regulowanie zagadnień gospodarki materiałowej,
- koordynacja rozwoju i rozmieszczenia sieci przedsiębiorstw Miejskiego Handlu Mięsem.

## Zniesienie Centralnego Zarządu
Na podstawie uchwały Rady Ministrów z 1972 r. w sprawie utraty mocy obowiązującej niektórych uchwał Rady Ministrów, Prezydium Rządu, Komitetu Ekonomicznego Rady Ministrów i Komitetu Ministrów do Spraw Kultury, ogłoszonych w Monitorze Polskim zlikwidowano Centralny Zarząd.